# Тоні Веламасан
Тоні Веламасан (ісп. Toni Velamazán, нар. 22 січня 1977, Барселона) — іспанський каталонський футболіст, що грав на позиції півзахисника.
Виступав, зокрема, за клуб «Еспаньйол», з яким став володарем Кубка Іспанії, а також олімпійську збірну Іспанії, ставши олімпійським срібним призером 2000 року.

## Клубна кар'єра
Народився 22 січня 1977 року в місті Барселона. Вихованець футбольної школи клубу «Барселона». З 1994 року виступав за резервну команду «Барселона Б», в якій провів два сезони, взявши участь у 38 матчах Сегунди. 7 жовтня 1995 року він дебютував за першу команду у Прімері в гостях проти клубу «Реал Бетіс» (5:1), забивши свій дебютний гол. Всього у сезоні 1995/96 провів за «Барселону» 15 матчів в усіх турнірах і забив 4 голи. Втім закріпитись в основі каталонського гранда Веламасан не зумів і з наступного року Тоні по сезону грав у клубах «Реал Ов'єдо», «Альбасете» та «Екстремадура»
Своєю грою за останню команду привернув увагу представників тренерського штабу клубу «Еспаньйол», до складу якого приєднався 1999 року. Відіграв за барселонський клуб наступні шість з половиною сезонів своєї ігрової кар'єри. У 2000 році він виграв з командою Кубок Іспанії. В останні роки втратив місце в оснорві і у грудні 2005 року покинув команду
У січні 2006 року Веламасан повернувся до другого дивізіону, підписавши контракт з «Альмерією» до кінця сезону, після чого він повернувся до свого регіону, приєднавшись до скромного «Оспіталета» з Сегунди Б, де і залишався до завершення кар'єри в кінці сезону 2010/11.

## Виступи за збірні
1992 року дебютував у складі юнацької збірної Іспанії (U-16), після чого грав за команди до 18 та 20 років. У складі збірної Іспанії U-20 брав участь у молодіжному чемпіонаті світу 1995 року в Катарі, де зіграв чотири матчі, а Іспанія посіла 4 місце. Загалом  на юнацькому рівні взяв участь у 26 іграх, відзначившись 5 забитими голами.
Протягом 1996—2000 років залучався до складу молодіжної збірної Іспанії, з якою став бронзовим призером молодіжного чемпіонату Європи 2000 року у Словаччині. Всього на молодіжному рівні зіграв у 17 офіційних матчах.
У складі олімпійської збірної Іспанії брав участь у футбольному турнірі літньої Олімпіади 2000 року в Сіднеї, ставши разом із командою срібним призером. На турнірі зіграв в усіх шести матчах і у грі проти Південної Кореї (3:0) забив гол.
1997 року зіграв один матч за невизнану УЄФА та ФІФА збірну Каталонії.

## Тренерська кар'єра
2015 року повернувся у «Еспаньйол», де до 2021 року працював асистентом головного тренера команди до 19 років, а потім став скаутом клубу.

## Титули і досягнення
- Володар Кубка Іспанії (1):

«Еспаньйол»: 1999/00